# Хофман-Уддгрен, Анна
Анна Хофман-Уддгрен (швед. Anna Maria Viktoria Hofman-Uddgren, 23 февраля 1868 — 1 июня 1947) — шведская актриса, певица, театральный и кинорежиссёр. До 2016 г. считалась первой женщиной-кинорежиссёром Швеции.

## Биография
Анна родилась в 1868 г. в приходе Гедвиги-Элеоноры в районе Эстермальм Стокгольма. Её матерью была Эмма Хаммарстрём, об отце же точных сведений нет, и Анна считалась незаконнорожденной, хотя в то время по Стокгольму ходил слух, что им был сам шведский король Оскар II. Этот слух подтверждения не имел, и впоследствии Анна не разрешала прессе упоминать об этом факте её биографии. Тем не менее из-за общественного порицания Анна была вынуждена уйти из частной школы, которую она посещала в конце 1880-х гг.
В юности Анна принимала активное участие в культурной жизни Стокгольма с музыкальными и театральными представлениями и решила стать артисткой. В 1885 Анна встретилась с Оскаром II, и тот предоставил ей апанаж на поездку в Париж для обучения. Этот период стал переломным моментом в жизни Анны. Во французской столице она окунулась в парижский мир культуры, развлечений и светских мероприятий, общалась с представителями шведской культурной колонии Парижа. Её подругой стала актриса Августа Эштрём-Ренард. В Париже Анна училась музыке и пению. Однако Оскар II отозвал апанаж, а Августа Эстрём-Ренард уехала в Нью-Йорк. Оставшись одна и без средств, Анна не стала возвращаться в Швецию, а присоединилась к одной из опереточных трупп и с 1888 г. начала выступать с ней.
В Швецию Анна вернулась только тремя годами позже, родила дочь, назвав её Виолой. Отцом девочки, как полагают, был французский барон Дюкре. У девочки было беспокойное детство: наличие незаконнорожденных детей порицалось в шведском обществе, к тому же Анне, оставляя дочь на попечение матери, приходилось часто ездить с концертными представлениями по всей Скандинавии, в том числе и по Норвегии, где она выступила с концертом в 1892 г., а также по Финляндии, России и ряде европейских городов. Анна имела большую популярность благодаря французскому лоску, изысканным нарядам, прекрасным манерам и очаровательности. Она вошла в пятёрку самых высокооплачиваемых певиц Швеции, в 1898 г. заработав 11 тысяч крон, в то время как 90 % шведов имели доход менее 800 крон. В 1896 г. Анна вне брака родила вторую дочь, назвав её Алисой.
В конце 1890-х гг. Анна взяла на себя руководство труппой театра варьете, что в те времена было довольно смелым для женщины. Труппа часто гастролировала, и Анне кроме выступлений приходилось решать и административные задачи. В 1901 г. она вышла замуж за священника и писателя Густава Уддгрена и родила ему трёх дочерей. Она ещё зарабатывала хорошие деньги, но постепенно годы брали своё, и её популярность начала постепенно падать. В 1911 г. она снялась в немом фильме Stockholmsfrestelser и одновременно выступила его режиссёром. Она почти сто лет считалась первой шведкой-кинорежиссёром, пока в 2016 г. не было доказано первенство Эббы Юханны Линдквист.
В дальнейшем Анна была режиссёром ещё двух фильмов: Fadren (1912 г.) и Fröken Julie (1912 г.).
Родив шестого ребёнка, сына, Анна окончательно оставила сцену и посвятила себя семье.